# Majuro
Majuro (en marshalés Mājro [mʲæzʲ(e)rˠo]) es uno de los 34 atolones de la república de las Islas Marshall y oficialmente su capital.
Majuro es la mayor ciudad de las Islas Marshall. Forma un distrito legislativo de la Cadena Ratak (Amanecer) de las Islas Marshall. El atolón tiene una superficie terrestre de 9,7 km² y encierra una laguna de 295 km². Al igual que otros atolones de las Islas Marshall, Majuro está formado por estrechas masas de tierra. Su clima es tropical, con una temperatura media de 27 °C.
Majuro lleva habitada por el hombre al menos 2.000 años y fue colonizada por primera vez por los Austronesios antepasados del actual pueblo marshalés. En 1885, las Islas Marshall fueron anexionadas por el Imperio Alemán y Majuro se convirtió en su primer y principal puesto comercial. La ciudad también ha estado bajo administración japonesa y estadounidense. Después de que las Islas Marshall se separaran de los Estados Federados de Micronesia en 1978 para formar la República de las Islas Marshall, Majuro se convirtió en la capital del nuevo país y lugar de reunión de los Nitijeļā, suplantando a la antigua capital de Jaluit.
El principal núcleo de población, Delap-Uliga-Djarrit (DUD), está formado por tres motus contiguos y tiene una población de 20.301 personas a 2012. Majuro cuenta con un puerto, un distrito comercial y varios hoteles. Majuro cuenta con un aeropuerto internacional con vuelos internacionales regulares a Hawái, los Estados Federados de Micronesia, Kiribati, Guam y Nauru, y vuelos a destinos nacionales en todo el país. Su economía está dominada principalmente por el sector servicios.

## Geografía
Majuro es un atolón de 64 islas, el cual tiene una superficie de tierra de sólo 9,7 km², pero encierra una laguna de 295 km².
En el extremo occidental del atolón, a unos 48,3 km de Delap-Uliga-Djarrit (DUD) por carretera, se encuentra la comunidad insular de Laura, una zona residencial en expansión con una popular playa. Laura tiene el punto de mayor elevación del atolón, estimado a menos de 3 m por encima del nivel medio del mar. Djarrit es mayoritariamente residencial.

## Clima
Al estar ligeramente al norte del Ecuador, Majuro tiene un clima de selva tropical (Af), pero no un clima ecuatorial, ya que los vientos alisios prevalecen durante todo el año, aunque se ven interrumpidos con frecuencia durante los meses de verano por el movimiento de la Zona de Convergencia Intertropical que atraviesa la zona. Los tifones son poco frecuentes. Las temperaturas son relativamente constantes a lo largo del año, con una media de 27 °C (81 °F). Muy rara vez la temperatura desciende por debajo de los 21 °C. En Majuro caen unos 3.200 milímetros de precipitaciones al año. 
| Parámetros climáticos promedio de Majuro (Aeropuerto Internacional de las Islas Marshall) 1991–2020 normales, extremos 1955–2020 | Parámetros climáticos promedio de Majuro (Aeropuerto Internacional de las Islas Marshall) 1991–2020 normales, extremos 1955–2020 | Parámetros climáticos promedio de Majuro (Aeropuerto Internacional de las Islas Marshall) 1991–2020 normales, extremos 1955–2020 | Parámetros climáticos promedio de Majuro (Aeropuerto Internacional de las Islas Marshall) 1991–2020 normales, extremos 1955–2020 | Parámetros climáticos promedio de Majuro (Aeropuerto Internacional de las Islas Marshall) 1991–2020 normales, extremos 1955–2020 | Parámetros climáticos promedio de Majuro (Aeropuerto Internacional de las Islas Marshall) 1991–2020 normales, extremos 1955–2020 | Parámetros climáticos promedio de Majuro (Aeropuerto Internacional de las Islas Marshall) 1991–2020 normales, extremos 1955–2020 | Parámetros climáticos promedio de Majuro (Aeropuerto Internacional de las Islas Marshall) 1991–2020 normales, extremos 1955–2020 | Parámetros climáticos promedio de Majuro (Aeropuerto Internacional de las Islas Marshall) 1991–2020 normales, extremos 1955–2020 | Parámetros climáticos promedio de Majuro (Aeropuerto Internacional de las Islas Marshall) 1991–2020 normales, extremos 1955–2020 | Parámetros climáticos promedio de Majuro (Aeropuerto Internacional de las Islas Marshall) 1991–2020 normales, extremos 1955–2020 | Parámetros climáticos promedio de Majuro (Aeropuerto Internacional de las Islas Marshall) 1991–2020 normales, extremos 1955–2020 | Parámetros climáticos promedio de Majuro (Aeropuerto Internacional de las Islas Marshall) 1991–2020 normales, extremos 1955–2020 | Parámetros climáticos promedio de Majuro (Aeropuerto Internacional de las Islas Marshall) 1991–2020 normales, extremos 1955–2020 |
| Mes | Ene. | Feb. | Mar. | Abr. | May. | Jun. | Jul. | Ago. | Sep. | Oct. | Nov. | Dic. | Anual |
| --- | --- | --- | --- | --- | --- | --- | --- | --- | --- | --- | --- | --- | --- |
| Temp. máx. abs. (°C) | 33.3 | 32.8 | 32.2 | 32.2 | 32.2 | 33.3 | 35.6 | 34.4 | 32.2 | 33.9 | 33.9 | 32.8 | 35.6 |
| Temp. máx. media (°C) | 29.8 | 29.9 | 30 | 30.1 | 30.2 | 30.2 | 30.3 | 30.4 | 30.5 | 30.4 | 30 | 30.3 | 30.2 |
| Temp. media (°C) | 27.7 | 27.8 | 27.9 | 27.9 | 28 | 27.9 | 28 | 28.1 | 28.1 | 28.1 | 27.9 | 27.9 | 27.9 |
| Temp. mín. media (°C) | 25.6 | 25.6 | 25.7 | 25.7 | 25.8 | 25.6 | 25.7 | 25.7 | 25.7 | 25.7 | 25.6 | 25.7 | 25.7 |
| Temp. mín. abs. (°C) | 20.6 | 21.1 | 21.1 | 21.1 | 21.1 | 21.1 | 21.1 | 21.7 | 21.1 | 21.1 | 20 | 21.1 | 20 |
| Precipitación total (mm) | 209.3 | 193.5 | 219.7 | 282.4 | 272 | 281.9 | 278.4 | 284 | 320 | 350.3 | 340.6 | 301.8 | 3334 |
| Días de precipitaciones (≥ 0.01 in)                                                                                              | 19.6 | 16.7 | 18.1 | 19.3 | 23.0 | 22.9 | 24.1 | 22.6 | 22.6 | 23.9 | 23.2 | 22.6 | 258.6 |
| Horas de sol | 224.4 | 218.6 | 252.8 | 219.4 | 224.8 | 210.8 | 217.0 | 232.2 | 217.8 | 205.4 | 191.4 | 197.4 | 2612.0 |
| Humedad relativa (%) | 77.7 | 77.1 | 79.0 | 80.7 | 81.9 | 81.1 | 80.5 | 79.3 | 79.4 | 79.4 | 79.9 | 79.7 | 79.6 |
| Fuente: NOAA (relative humidity and sun 1961–1990)                                                                               | | | | | | | | | | | | | |

## Demografía
La población de Majuro es de 37 141 habitantes (2012). Gran parte de los habitantes de la ciudad se dedican a vigilar y proteger el parque nacional del atolón Bikar, situado entre Majuro y la Isla Wake (perteneciente a Estados Unidos).
Majuro tiene un centro de la ciudad en el este que es dominante en el funcionamiento del atolón y polariza una gran parte de las funciones y la población. Su aeropuerto puede acomodar aviones jumbo que brindan servicio regular varias veces a la semana hacia y desde Guam, Honolulu y Australia. El puerto, ubicado en el suburbio de Raiok, puede albergar buques graneleros para la exportación de copra y buques frigoríficos para pescado. El suministro de energía, necesario para el funcionamiento de las dos plantas de producción de electricidad, también se realiza mediante barco. Un profundo paso al norte, el Canal Calalin, proporciona acceso a las embarcaciones en la laguna. Otro pasaje, para botes de tamaño limitado, pasa al nivel de un puente bajo el camino de la laguna. Esta vía, de 50 kilómetros de longitud, une el centro por el este y Laura por el oeste. Es estructurante para los movimientos dentro del atolón. El tráfico marítimo interno también está presente ya que los atolones del norte están aislados de la isla por el sur. Esta situación periférica hace que casi no haya habitantes locales en estas islas, que están para algunos preparadas para recibir turismo.

## Infraestructura y turismo
Majuro cuenta con un puerto, y un aeropuerto internacional. Además, tiene una universidad, la Universidad de las Islas Marshall, que está en el extremo oriental del atolón.
En la laguna es popular la pesca deportiva y el buceo.

### Agua y alcantarillado
La Compañía de Agua y Alcantarillado de Majuro obtiene el agua de una cuenca de captación en la pista del Aeropuerto Internacional. Suministra 529 millones de litros al año o 53 litos por persona y día. En comparación con los 446 litros por persona y día de la ciudad de Nueva York. El agua se suministra 12 horas al día. La amenaza de sequía es habitual.

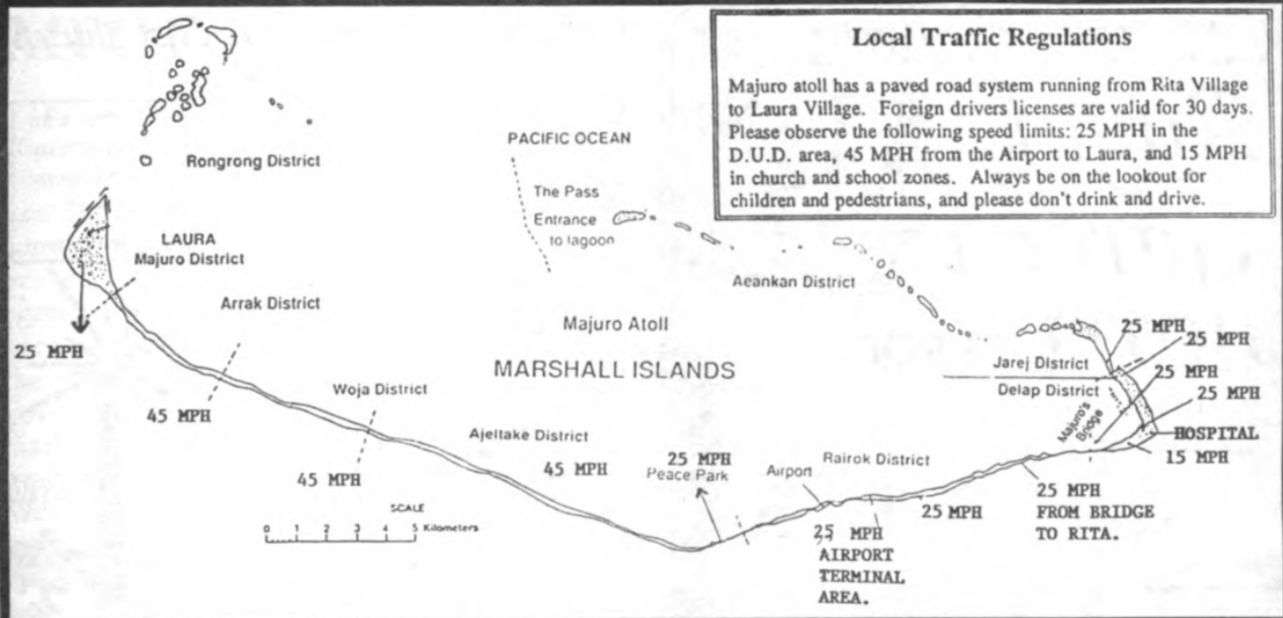
Sistema de carreteras en el atolón de Majuro

### Aéreo
El Aeropuerto Internacional de las Islas Marshall, que ofrece servicios nacionales e internacionales, está en Majuro. Cuenta con cuatro líneas aéreas de pasajeros: United Airlines, Nauru Airlines, Air Marshall Islands, y Asia Pacific Airlines.
Air Marshall Islands vuela a la mayoría de los atolones habitados de las Marshall una vez a la semana. Ofrece un servicio diario entre Majuro y Kwajalein, excepto los jueves y domingos.

#### Mar
La laguna de Majuro es un puerto activo. Es uno de los puertos de transbordo de atún más activos del mundo, con 306.796 toneladas de atún trasladadas de buques de pesca al cerco a buques de transporte en 2018.
La Corporación Naviera de las Islas Marshall fue creada por las Islas Marshall mediante la Ley de la Corporación Naviera de las Islas Marshall de 2004. Gestiona varios buques gubernamentales que trasladan personas y mercancías por las islas. Estos buques incluyen tres barcos más antiguos (Langidrik, Aemman y Ribuuk Ae), así como dos barcos más nuevos (Majuro, Kwajalein) que fueron donados a la República de las Islas Marshall por Japón en 2013. También operan una lancha de desembarco (Jelejeletae). Estas embarcaciones son el principal enlace para el transporte de personas y suministros hacia y desde la islas exteriores.
Además, la laguna sirve de puerto para buques de pesca comercial, cruceros, embarcaciones de pesca deportiva, canoas con balancines y algún que otro yate de lujo.

## Historia

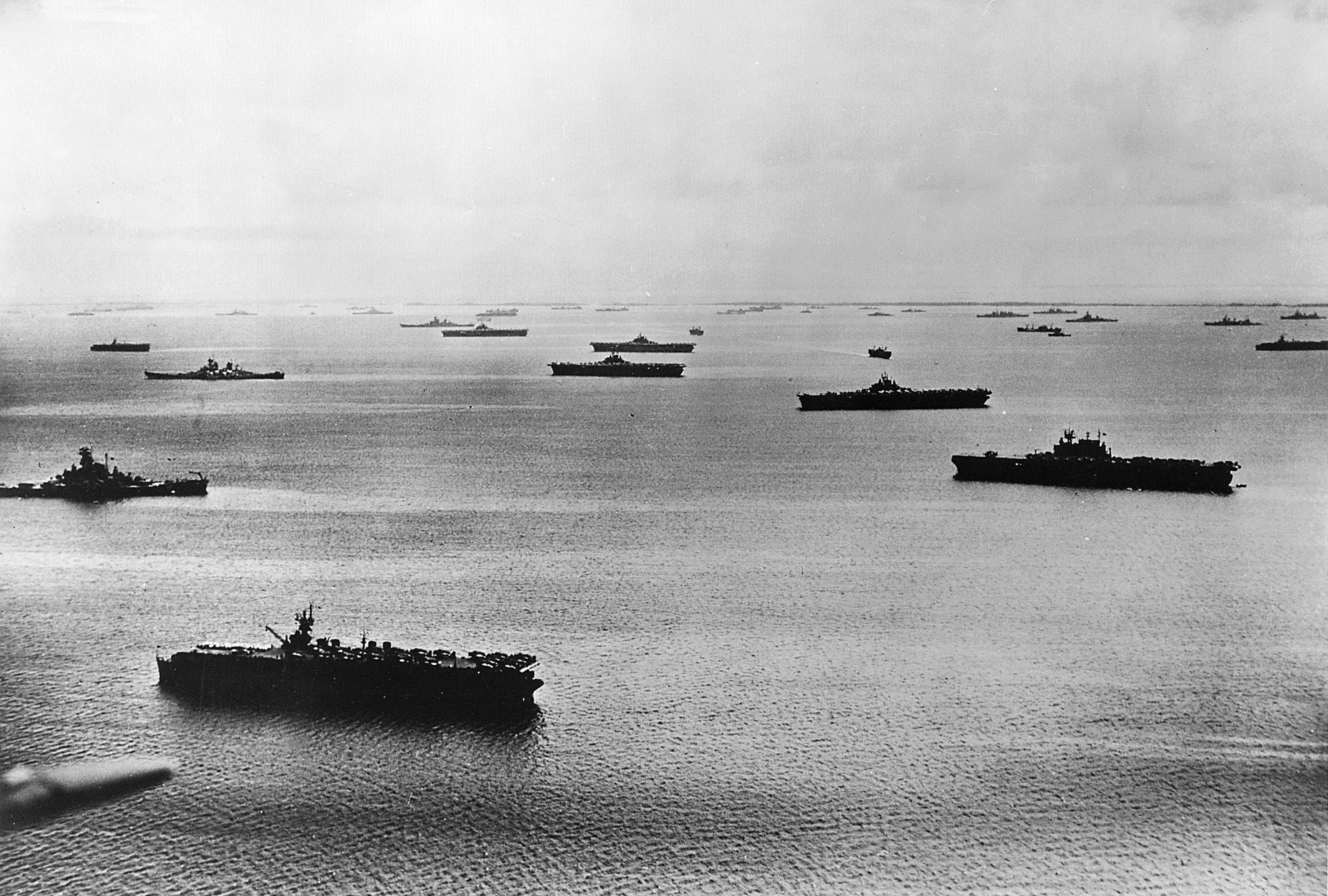
La Quinta Flota de los Estados Unidos en Majuro en 1944.

Los seres humanos han habitado el atolón desde al menos 2000 años atrás.
Fue descubierta junto con el resto de las islas por los españoles, aunque no fue colonizada hasta el establecimiento de un protectorado por el II Reich. 
Al igual que con el resto de las Islas Marshall, Majuro fue capturado por la Armada Imperial Japonesa en 1914 durante la Primera Guerra Mundial y entró en el mandato del Imperio del Japón concedido por la Liga de Naciones en 1920. La administración japonesa de la isla quedó bajo el Mandato del Pacífico Sur, pero sobre todo dejó los asuntos locales en manos de los líderes locales tradicionales hasta el comienzo de la Segunda Guerra Mundial.
El 30 de enero de 1944, las tropas estadounidenses invadieron las islas Marshall, pero se encontró que las fuerzas japonesas habían evacuado previamente sus fortificaciones de Kwajalein y Enewetak alrededor de un año antes. Un único suboficial japonés había sido dejado en la isla como cuidador. Con su captura, las islas fueron aseguradas. Esto dio a la Armada de los Estados Unidos el uso de uno de los anclajes más grandes en el Pacífico Central. La laguna se convirtió en una gran base naval avance de las operaciones, y fue el puerto más grande y más activo en el mundo hasta que la guerra se trasladó hacia el oeste y fue suplantado por Ulithi. 
Tras el final de la Segunda Guerra Mundial, Majuro quedó bajo el control de Estados Unidos como parte del Territorio en Fideicomiso de las Islas del Pacífico. Sustituyó a Jaluit como capital de las Islas Marshall, un estado que conserva después de la independencia de estas islas en 1990.